# Psychotria medusula
Psychotria medusula är en måreväxtart som beskrevs av Johannes Müller Argoviensis. Psychotria medusula ingår i släktet Psychotria och familjen måreväxter. Inga underarter finns listade i Catalogue of Life.